# 王小妮
王小妮（1955年—），出生于吉林省长春市，中国现代诗人，朦胧派后期的代表人物。

## 简介
王小妮1982年毕业于吉林大学，之后曾任电影文学编辑等职务，1985年在深圳定居。作品包括诗歌、小说、散文、随笔等。王小妮曾获美国安高诗歌奖，在2003年获得《星星诗刊》、《诗选刊》、《诗歌月刊》联合颁发的中国2002年度诗歌奖。2005年起，担任海南大学教授，直至2012年退休。
2020年4月，王小妮被曝曾多次于新浪微博发表「不当言论」，引发舆论热议。根据网上截图内容，王小妮曾公开支持太阳花学运、“占中”，声称“学雷锋”是荒诞戏剧等。事后，王小妮清空个人微博。对此，海南大学校方表示，已和省教育行政部门进行沟通。